# Saturn Girl
Saturn Girl, è l'alias di Imra Ardeen, un personaggio immaginario dei fumetti DC Comics. Supereroina del XXX secolo con il superpotere della telepatia. Compare per la prima volta in Adventure Comics n. 247 dell'aprile 1958, come membro fondatore della Legione dei Super-Eroi. L'appellativo di "Saturn Girl" si riferisce alla sua casa, Titano, la luna più grande del pianeta Saturno. Sono state create tre versioni di Imra, fin dal giorno del suo debutto originale, separate dagli eventi, sia di Ora zero, che di Crisi infinita.

## Silver Age
Durante la Silver Age la Terra del XXX secolo è un membro dei Pianeti Uniti e sede della Polizia Scientifica. La più talentuosa telepate che sia mai esistita, lasciò, nel pieno della sua adolescenza, la sua casa su Titano per unirsi alla Polizia Scientifica. Tuttavia, durante il suo volo verso la Terra, vi fu il tentativo di assassinare un passeggero, il milionario R. J. Brande. Utilizzando i suoi poteri telepatici, Imra scoprì il piano, e, con l'aiuto di altri due adolescenti a bordo, Lightning Lad e Cosmic Boy, catturò l'assassino e salvando la vita a Brande. Convinta da Brande, Imra assunse l'identità di Saturn Girl, e si unì alla Lightning Lad e Cosmic Boy nella fondazione della Legione dei Super-Eroi, un'organizzazione di eroi adolescenti formatasi in onore all'eredità di Superboy.

### L'adesione alla Legione dei Supereroi
La sua reputazione come Legionaria la ottenne grazie alle sue capacità di sacrificio. Poco prima delle elezioni dell'anno 2975, seppe che un Legionario morì durante un attacco sulla Terra, quindi decise di prendersi lei la responsabilità. Utilizzando la sua telepatia, costrinse gli altri Legionari a votarla come leader ordinandogli di non utilizzare i loro poteri nel corso dell'attacco. Tuttavia, Lightning Lad eluse i suoi ordini e morì al suo posto. Distratta dall'atto di estrema devozione del suo compagno, Imra giurò di fare tutto ciò che era in suo potere per resuscitarlo. Un modo fu infine trovato, ma solo a costo della vita di un altro membro della squadra. Intervenne di nuovo nel processo, ma la vita da sacrificare sarebbe dovuta essere la sua, ma il suo piano fu sventato da Proty, l'animale domestico di Chameleon Boy. Proty ammirava Imra, e la ingannò, così che potesse prendere il suo posto. Con la morte di Proty, la vita di Lightning Lad fu ricostituita. Nonostante questa serie di eventi, la leadership di Imra era molto apprezzata nella Legione, e la sua posizione come leader, nonostante il modo in cui l'acquisì, venne mantenuta. Con il tempo le fu assegnato un secondo ruolo: come leader della Legione, fu il primo personaggio femminile a guidare una squadra di supereroi.

### La relazione con Lightning Lad e l'abbandono della Legione
Lightning Lad tentò di avere una relazione con lei, ma rifiutò ripetutamente le sue avance. Tuttavia, dopo che lui si sacrificò per lei, Imra giunse a comprendere la profondità dei suoi sentimenti e comprese profondamente in se stessa che li contraccambiava. Dopo essere stati insieme per quasi dieci anni, Garth le propose di sposarla, ma inizialmente lei rifiutò, in quanto, una regola della Legione costringeva i membri sposati della squadra a ritirarsi dalla carriera di supereroe. Dopo essersi consultata con i suoi mentori su Titano, infine cedette. Tuttavia, il ritiro della coppia fu di breve durata; pochi mesi dopo il loro matrimonio, scoppiò una guerra, nel corso della quale tutti i Legionari attivi furono catturati e le reclute costrette ad entrare in azione. Le abilità telepatiche di Imra furono fondamentali nella conseguente vittoria della Legione, e, come risultato, la regola che prevedeva la rimozione dei membri sposati fu cancellata. I Ranzzes tornarono in attività, finché Imra non diede vita a loro figlio, Graym, dopodiché si ritirarono entrambi per potersi concentrare su di lui. Ignaro alla coppia, però, Graym aveva un gemello, rubato alla nascita da Darkseid e portato nel passato dove divenne il mostro Validus. Validus si batté numerose volte contro la Legionem, uccidendo addirittura uno dei membri, il primo Invisible Kid, ma fu restituito ai suoi genitori come neonato da Darkseid, su insistenza di Imra.

### Nuovamente nella Legione e il successivo ritiro
Imra si unì per un breve periodo alla Legione nel 2987 quando Universo prese il controllo della Terra e ipnotizzò e imprigionò numerosi eroi, lei inclusa. La potentissima mente di Imra si liberò ed infine ruppe la stretta di Universo sulla Terra rendendolo incosciente. Fu allora che comprese quanto teneva alla Legione, e decise di rifarne parte, questa volta senza Garth, che si godeva la sua vita di padre e marito. Tuttavia, durante la "Five Year Gap", il governo della Terra divenne ostile verso la Legione, e Garth fu ricattato, a causa della minaccia di Validus sul suo ex pianeta natale, Winath. Disillusa dal governo e sentendosi necessaria a casa, Imra si ritirò dalla Legione per l'ultima volta nel 2990. Ritornati su Winath, lei e Garth divennero i direttori della piantagione della Winathian Lightning Ring, che condussero al successo. Utilizzando la loro nuova fortuna, Imra e Garth rimpiazzarono il loro eroismo con il semplice ma necessario aiuto verso gli altri, nutrendo una galassia che soffriva più per la fame che per le azioni dei super criminali. Quando la Legione si riformò nel 2994, I Ranzzes l'aiutarono, ma non vi presero parte. Invece, allargarono la loro famiglia con la nascita delle loro figlie Dacey e Dorritt, che ereditarono le abilità telepatiche della madre.

## Post-ora Zero
Dopo il rinnovamento della Legione nella serie Ora Zero, Imra era, con il soprannome di Saturn Girl, fondatrice della Legione, insieme a Cosmic Boy ed il nuovo Lighting Lad. Mutò lo stile del suo costume, ricombinando alcuni elementi delle uniformi passate. La parte superiore e i pantaloni erano simili alla sua originale uniforme rossa e bianca, ora colorata di rosa, ma sempre con il logo di Saturno.
Fu inizialmente e romanticamente divisa tra i suoi due amici co-fondatori, dopo che fu lasciata in catalessi dopo aver spento la mente di Composite Man. Dopo che il suo mentore, Aven, riuscì a ricostituire la sua mente infantile, lei chiese di Garth, e, solo dopo che lui le confessò che aveva bisogno di lei, Imra torna alla normalità.
Poi, dopo che metà della Legione, lei inclusa, venne teletrasportata nel passato dall'Occhio di Smeraldo, Imra si svegliò e venne quasi subito attaccata da un telepate misogino, il Dottor Psycho. L'attacco fu la causa del coma di Cosmic Boy, mentre Psycho riuscì a distruggere le barriere che Aven aveva applicato ai poteri di Imra. Così, Saturn Girl animò inconsciamente Cosmic Boy dal coma e quasi lo sposò in quello stato, prima che il subconscio della sua mente si ribellasse, tramutando Cosmic Boy in Garth e Cosmic Boy non venne adeguatamente risvegliato.
Dopo il ritiro di Invisible Kid, Imra divenne leader del gruppo, e mise Garth a capo della seconda squadra di Legionari su una stazione spaziale nota come la Legion Outpost, per evitare la comparsa di nepotismo. Questo fatto irritò Garth per parecchio tempo, finché i tre fondatori andarono in missione contro un regime corrotto, utilizzando le loro identità ed il simbolo della Legione.

### Il mistero della spaccatura collassante
Garth e Imra si trovarono tra un gruppo di Legionari teletrasportati in un'altra galassia da una "spaccatura collassante", durante la quale Imra creò addirittura una proiezione psichica di Phantom Girl per stabilizzare Ultra Boy, uno dei membri della Legione dei Supereroi. Quando l'insidia fu scoperta, questa mise in seria difficoltà la loro relazione con molti degli altri Legionari "perduti". Imra si dimise dal ruolo di leader, e poco dopo Garth si sacrificò per fermare l'impazzito Element Lad, anche lui uno dei membi della Legione dei Supereroi, permettendo agli altri di tornare a casa sani e salvi.
La mente di Imra fu straziata dall'esperienza traumatica, e ritornò su Titano dove si sottopose ad una terapia psichica. Quindi, Universo la intrappolò in un'illusione dove lei non impersonò mai Phantom Girl, e dove Element Lad non era un criminale, e Live Wire non morì mai, per prevenire che lei interferisse con il suo piano di assorbimento della galassia. In pratica fu intrappolata in un alveare mentale con sé stesso come centro. Depressa e arrabbiata, quando Sensor Girl si liberò, utilizzò la sua rabbia per intrappolare Universo in un'illusione simile.
Poco dopo, quando lei e Cosmic Boy visitarono Trom, il pianeta natale di Element Lad, trovarono Garth vivo resuscitato in una versione cristallina del corpo di Element Lad, ricreato dai cristalli elettrificati che Spark trovò e piazzò lì.

## Terzo rinnovamento
Nel 2005, con il rinnovamento della Legione, la storia personale di Imra rimase più o meno la stessa, e i suoi poter non mutarono poi così tanto. Il popolo di Titano comunicava tra loro, solo telepaticamente, avendo perso l'uso delle corde vocali nel corso di centinaia d'anni d'evoluzione. I Titaniani erano in grado di mimare la somiglianza con la comunicazione verbale, di fatto erano muti, abili solo nell'eseguire alcuni suoni lingua-contro-guancia, o cambiare il "tono" della telepatia secondo la situazione. Come risultato, Imra comunicava con i suoi compagni della Legione trasmettendo loro i suoi pensieri. Era sempre in grado di leggere la mente altrui, ma non poteva esprimersi in una lingua parlata, handicap che la metteva in netto svantaggio in quelle situazioni in cui la telepatia era inutile.
Anche il suo aspetto cambiò poco. La sua nuova uniforme era simile a quella in post-Ora Zero, di nuovo rossa, invece che rosa. Questa uniforme venne nuovamente cambiata da M'rissey.
Imra venne sempre descritta come una persona fredda, ma in questa nuova versione si esagerò nell'attribuirgli tratti estremi nella sua personalità. Si chiuse in un isolamento emotivo, adottando un comportamento serio ed introverso. Forse, in parte, causato dalla vergogna del suo mutismo, che tentò per qualche tempo, di mantenere segreto alla Legione, ad eccezione di Lightning Lad. Infatti, Lightning Lad sembrava l'unico che in qualche modo faceva sentire Imra libera di essere sé stessa. Sua madre era un pezzo grosso nel Consiglio dei Pianeti Uniti, fondamentale nella creazione dell'alleanza corrente tra i Pianeti Uniti e la Legione.
La sua freddezza tuttavia sembrò nascondere molte più insicurezze. Trascurata da Lightning Lad, che si dedicò completamente alle cause della Legione, Imra mostrava costantemente sentimenti di inadeguatezza, dando la colpa di tutto alla sua relazione fallita verso la sua mancanza di attrattiva, la sua personalità piatta e il suo "handicap". Quando Ultra Boy tentò di confortarla, Imra condivise con lui un momento di passione, presto scoperto dai suoi compagni, del quale Lightning Lad venne informato, e messo al corrente della sua relazione, evento che mise in crisi la loro relazione, spingendo per qualche tempo Imra ad evitare Garth. Tuttavia, pressata dal dovere contenere il peggioramento del comportamento antisociale della Principessa Projectra, Imra fu costretta ad ammettere i suoi veri sentimenti per lui, inclusa la possibilità di aver consumato sul piano mentale la sua passione con Ultra Boy.
Usando la telepatia, Imra ebbe un ruolo chiave nello scovare la forma-spirito di Mon-El, sentendo le sue suppliche d'aiuto telepatiche. Tuttora ha una relazione con Garth, e mantiene i contatti con sua madre, anche sapendo che la relazione pericolosa tra i Pianeti Uniti e la Legione significa che sua madre mette a repentaglio la sua carriera all'interno del Consiglio, qualora decida di vedere sua figlia.
Si menzionò al fatto che il suo anello della Legione venne modificato affinché riporti indietro gli impulsi mentali, permettendole di approfittare della vasta gamma di mezzi di comunicazione e di rispondere telepaticamente attraverso una comunicazione radio.

## Post-Crisi infinita
Gli eventi della miniserie, Crisi infinita, ricostituirono un'analogia simile alla Legione della continuity pre-Crisi sulle Terre infinite, come visto nella storia, "The Lightning Saga", comparsa in Justice League of America, in Justice Society of America, e nella storia, "Superman and the Legion of Super-Heroes" in Action Comics. Saturn Girl fu inclusa nei loro numeri. È ancora sposata con Lightning Lad, in quanto fu identificata come Imra Ardeen-Ranzz.
Lo scrittore di fumetti Geoff Johns, commentò le affermazioni del personaggio: «Saturn Girl è il cuore e l'anima della Legione dei Supereroi. Quando dite : 'La Legione non funziona più. C'è troppa xenofobia. Non puoi cambiare le persone.', Saturn Girl risponde, 'Si che si può'. Poi improvvisamente, capisci che può leggere la mente delle persone. Conosce i segreti più oscuri di ognuno. Se lei ha fede, allora coloro che si trovano ad in livello base, esseri umani o alieni, chiunque, può raggiungere quell'obiettivo, può realizzarsi avendo del buono dentro di sé. Io le credo. Sono con lei. Ed è per questo che Saturn Girl è così importante per la Legione. Si trova all'epicentro della verità dell'intero universo per me».

## Poteri e abilità
I poteri di Saturn Girl nelle sue iniziali comparse nella Silver Age erano grandiosi: poteva convocare persone distanti, sondare le menti umane, aliene, elettroniche ed animali, "stimolare" le menti deboli, e controllare direttamente le emozioni e i pensieri degli altri. Negli anni successivi, le sue abilità furono descritte in modo più conservativo: la sua telepatia veniva utilizzata spesso per comunicare o avvertire i pensieri superficiali, mentre la sua abilità di influenzare e sondare le menti fu limitato verso coloro le cui menti erano già indebolite da qualcos'altro, come quelle affaticate o quelle dei super criminali.
La Saturn Girl post-Ora Zero era in grado di alterare, manipolare, e leggere le menti. Poteva comunicare mentalmente, così come creare delle illusioni e mantenerle a tempo indefinito, incluso la possibilità illimitata di renderle tangibili al tatto. E mentre le illusioni avevano ognuna la propria personalità lei poteva essere a conoscenza di ogni interazione in cui la figura illusoria era coinvolta.
L'estensione del suo potere dopo il terzo rinnovamento, sebbene sia sconosciuto, è sostanzialmente più limitato. Sebbene mantenga sempre gli effetti "di ripresa" dei suoi poteri dall'incarnazione pre-Crisi, è incapace di sondare le menti altrui, e si deve concentrare per influenzare le menti dei suoi avversari. Sua madre, ambasciatrice dei Pianeti Uniti, sembra molto più in gamba di sua figlia, abile istintivamente di avvertire quando Imra utilizza i suoi poteri. I Titaniani hanno scelto un sistema di comunicazione a "trasmissione aperta", creando una sorta di "piano astrale" in cui possono "parlare" completamente non avvertiti dagli altri e in privacy assoluta. Imra è in grado di modulare la sua voce telepatica in vari modi, incluso un "urlo telepatico", assordante e notevole come se fosse di voce vera.
Come descritto dalla Principessa Projectra, la telepatia Titaniana coinvolge la maggior parte delle funzioni del cervello superiore, e Imra è senza poteri contro gli attacchi mentali lanciati direttamente al suo subconscio, o al suo io interno.

## Versioni alternative
- In Batman: The Dark Knight Strikes Again, Saturn Girl comparve nelle vesti di una giovane ragazza precognitiva amica di Catman. Utilizzò il nome di Saturn Girl "solo perché non era ancora nata". È una figura con occhi di pietra inizialmente impaziente ad unirsi all'armata crescente di Batman, ma che poi rifiuta quando prevede un attacco su Kelley da parte di un criminale simile al Joker.
- In Amalgam Comics Spider-Boy Team-Up n. 1, Saturn Girl si fonde con Psylocke per diventare Psi-Girl della Legione dei Guardiani Galattici 2099. Quando il tempo scade, la loro nuova forma si chiama Psi-Girl II.

## Altri media
- Saturn Girl comparve nell'episodio, "New Kids in Town" della serie animata Superman, al fianco di Chameleon Boy e Cosmic Boy. Fu doppiata in originale dall'attrice Melissa Joan Hart. Comparve anche nell'episodio "Lontani da Casa" della serie animata, Justice League Unlimited.
- Un'altra versione di Imra Ardeen fu un personaggio regolare della serie animata, Legion of Super-Heroes. Questa versione aveva dei poteri molto simili alla versione originale di Action Comics, ma con l'aggiunta di un look più alieno. Oltre alle sue abilità telepatiche, inclusa la comunicazione con menti cibernetiche come Brainiac 5, creazione di illusioni, e calmante d'emozioni, mostra anche una certa scioltezza nei combattimenti corpo a corpo. Nell'episodio, "Timber Wolf" mostra anche un "raggio mentale" che distrusse numerosi robot. Dopo le frequenti comparse nella prima stagione, Saturn Girl fu protagonista di un breve cameo nella prima puntata, prima di essere messa in un coma di guarigione, durante una battaglia contro Esper. La si vide riprendersi al fianco di Matter Eater Lad, e ritornò temporaneamente in azione nell'episodio, "In the Beginning", mentre nella puntata finale ebbe un ruolo fondamentale.
- Saturn Girl, al fianco di Cosmic Boy e Lightning Lad, fece il suo debutto nell'11º episodio dell'ottava stagione di Smallville, dal titolo "La legione". Questa incarnazione non indossava il tipico costume tutto d'un pezzo, ma una giacca più moderna, pantaloni e camicia, anche se aveva sempre cucito il logo di Saturno. Durante "La legione", lei, Lightning lad e Cosmic Boy, salvarono Clark Kent dal Persuasore, e aiutandolo a sconfiggere Brainiac, insediatovi momentaneamente all'interno del corpo di Chloe, trasportandone i resti nel futuro dove vennero riprogrammati. Saturn Girl fu interpretata nella episodio, dall'attrice/cantante Alexz Johnson. La sua collega in Instant Star Laura Vandervoort, recitò il ruolo di Kara (Supergirl) nella stagione precedente.
- Saturn Girl comparve anche nel film d'animazione Justice League vs. the Fatal Five.